# Olessia (film)
Pour plus de détails, voir Fiche technique et Distribution.
Olessia (Оле́ся) est un film soviétique en langue russe du réalisateur Boris Ivtchenko, sorti en 1971, et dont le scénario est inspiré de la nouvelle éponyme d'Alexandre Kouprine (1898). 

## Synopsis
Le film relate une histoire d'amour entre un intellectuel et une jeune sorcière analphabète du nom d'Olessia. Errant dans la forêt, Ivan Timofeïevitch trouve une hutte délabrée au bord d'un marais. Une vieille femme y habite avec sa petite-fille Olessia, d'une grande beauté. La mère de la jeune fille est morte brûlée dans l'incendie de sa maison allumé par les paysans, persuadés que c'était une sorcière. La grand-mère et la petite-fille se sont réfugiées dès lors dans la forêt.
La jeune fille attire Ivan Timofeïevitch et bientôt, conquis par le pouvoir des sentiments, l'ouverture et la pureté de son âme, il tombe amoureux d'Olessia. Cependant, Olessia prédit une séparation rapide...

## Distribution
- Lioudmila Tchoursina : Olessia
- Guennadi Voropaïev : Ivan Tifomeïevitch
- Borislav Brondoukov : Yarmola
- Anatoli Bartchouk : Dmitro, le garde forestier
- Maria Kapnist : Manouïlikha, la grand-mère
- Lev Perfilov : aubergiste

## Réception
Ce film a été vu par 25,1 millions de spectateurs.